# Midwoud
Midwoud est un village de la province de Hollande-Septentrionale aux Pays-Bas. Elle fait partie de la commune de Noorder-Koggenland. 
Jusqu'en 1979, Midwoud était une commune à part entière. Entre 1979 et 2007, cette ancienne commune était divisée entre Noorder-Koggenland et Wognum. Depuis le 1er janvier 2007, Midwoud fait partie de la commune de Medemblik.
Sa population était en 2001 de 1 703 habitants environ. La population du district statistique qui inclut le hameau De Buurt, comprend 2 200 habitants (2004).